# Jiajiaba (sockenhuvudort i Kina, Hunan Sheng, lat 29,14, long 109,38)
Jiajiaba (kinesiska: 贾家坝, 贾坝, 贾坝乡) är en sockenhuvudort i Kina. Den ligger i provinsen Hunan, i den södra delen av landet, omkring 370 kilometer väster om provinshuvudstaden Changsha. Antalet invånare är 8 591. Befolkningen består av 4 264 kvinnor och 4 327 män. Barn under 15 år utgör 24,0 %, vuxna 15-64 år 67 %, och äldre över 65 år 8,0 %.
Runt Jiajiaba är det ganska tätbefolkat, med 144 invånare per kvadratkilometer. Närmaste större samhälle är Zhaoshi, 10,9 km norr om Jiajiaba. I omgivningarna runt Jiajiaba växer i huvudsak blandskog.
Genomsnittlig årsnederbörd är 1 681 millimeter. Den regnigaste månaden är maj, med i genomsnitt 292 mm nederbörd, och den torraste är december, med 20 mm nederbörd.